# 黄泛区

1938年黄泛区示意图

黄泛区原指1938年6月河南黄河花园口决堤事件后，在西起平汉线、东至津浦线、北起陇海线、南至淮河的广大地区所形成的黄河泛区。一般认为，此次黄泛区涉及河南东部、安徽北部及江苏北部的44个县级城市。花园口决堤事件使黄泛区当即死亡至少8.9万人口，4年後，黄泛区又遭遇1942年河南饥荒。黄河水整整泛滥了8年，直至1946年“黄河归故”。
该词现泛指历史上曾处于黄河泛区的文化区域，包括河南、湖北、山东、河北、皖北、汾河片、渭河平原、淮北地区等地。学者认为，黄泛区群众在经历常年的灾荒打击后，其思想观念中某些方面的传统和变异也得到充分的体现，长期影响着黄泛区农民不同时期的生存行为。如21世纪南京安德门、郑州二马路等地农民工劳务市场附近长期流浪露宿的农民工多为黄泛区豫东、皖北籍贯人士。

## 历史与地理
黄河决口后，下游故道逐渐干涸，黄河水全部从花园口下泄，黄河彻底改道。由于没有固定的河道，新黄河滚来滚去，这样在河南、苏北西部、皖北三省之间就形成了一个沼泽区，也就是黄泛区。黄泛区从花园口到淮河长约四百公里，宽10公里到50公里不等，最宽处可达80公里。豫、皖、苏三省44个县受灾面积29000平方公里，受灾人口1000万以上，冲毁140万民房、淹没近2000万亩耕地。黄水所到之处，房倒屋塌，饥民遍野。这次洪灾，河南、安徽、苏北三省地区共有390万人背井离乡。
掘开黄河大堤南岸后，失去河道的黄河向东南方向奔流，分东、西两股，西股洪水是主流，自花园口至中牟入贾鲁河，经中牟、陈留、通许、鄢陵、扶沟、西华、商水，经安徽太和、阜阳、颍上及正阳关，最后汇入淮河；东股洪水则是在当年6月中旬黄河水位上涨冲开赵口后，一股向东南流向朱仙镇，与花园口的洪水汇合，一股绕开封城堤北面，折向东南，至陈留分为两支，一支沿铁底河，另一支沿惠济河，先后注入涡河，于安徽怀远汇入淮河。自淮河经洪泽湖、白马湖、高邮湖注入长江，形成三渎合流的局面，影响到了江苏北部各县。
- 初期（1938-1939年间），大部分河水沿贾鲁河下泄，经尉氏、扶沟、西华东部和淮阳西部，再顺颍河两侧漫流入淮，称为西泛区；
- 中期（1940-1941年间），经过两年泛流，西泛区地面淤高，河水改由淮阳向北，经太康至鹿邑之间，南泛安徽淝河沿岸，漫流入淮，称为东泛区。
- 后期（1942-1945年间），河水东移后，日军强迫地方群众从开封朱仙镇至太康修筑防水大堤，加上河水流动不稳定，迫使水患又回到西泛区。

1944年，尉氏和扶沟两地堤防决口，黄泛区继续向西扩展，使西华西北地区变为泛区。
8年另9个月后黄河归故，但黄泛区的生存环境仍然十分恶劣，54000km2遍地蔓草黄沙，耕植条件严重恶化，灾民回乡后生活极端困难。直到中华人民共和国成立后经过人民政府长期扶持、输血、自然环境与农业基本条件治理，才得到好转。
然而原黄泛区范围（豫东、鲁西南、皖北、苏北部分地区）仍长期属于中国贫困地区，大量农民工外出务工，同时也因贫富差距、素质差距等因素而衍生出各种针对这些籍贯民众的地域歧视问题。
黄泛区44个县：
- 河南省20个县：中牟、尉氏、西华、鄢陵、扶沟、淮阳、太康、睢县、杞县、广武（今荥阳广武镇）、郑县（今郑州）、柘城、项城、商水、开封县（今祥符区）、鹿邑、通许、洧川县（今尉氏洧川镇）、沈丘、陈留县（今祥符区陈留镇）
- 安徽省20县：临泉、阜阳、颖上、界首、太和、亳县、涡阳、蒙城、凤台、寿县、霍丘、淮南、怀远、五河、宿县、凤阳、泗县、天长、盱眙（当时属安徽）、定远
- 江苏省4县：泗阳、淮安、宝应、高邮

## 战后救济与复兴
联合国善后救济总署（简称“联总”）中国分署1945年9月在河南开封设立了驻豫办事处。同时“行政院善后救济总署”（简称“行总”）河南分署也设在开封。分署长是大学教授马杰。中华人民共和国建国后，马杰任“民革河南省委组委”，开始对黄泛区的专项救济工作。
- 1945年底，“联总”在中牟、尉氏两地各招一班曳引机训练班学员，每班30人，要求大学毕业资格，学期3个月；接着又招收同资格同规模的训练班两期，共训练曳引机手180人。从第四期起,移至扶沟、周口两地举办,每班50人，要求高中毕业，学期半年，共培养学员100人。第五期，每班80人，共毕业160人。总计培训学员300多人，这些学员后来大多成为新中国农机事业的开拓者。
- 在黄泛区腹心的西华县、扶沟县建立了三个复垦队，用机器垦荒。各分队均配有外籍技术员（多为美国人）及翻译。如所罗门、渥尔提那、乔艾斯渥尔坦等10多位。他们的任务是随机下田，指导驾驶，排除故障。另外在西华县城西街路北老衙门（今县医药公司）院内设修配厂一座，调漯河修配厂周焕彩、王承鲁为修配技师。3个分队当时共有曳引机200余台及两台自走式收割机，内有福特（25马力）、麦士（55马力）、卡斯（55马力）、卡玛（55马力）、克拉克（75马力）、迪弗尔（90马力），其中克拉克即是东南亚战场上用的履带式筑路车。八年黄泛后的西华是一片泥淖，草深过人，盘根错节。曳引机要把草轧倒才可作业。一台机车拉两铧犁已很吃力。冬耕更为艰苦，因为机车都无驾驶舱，置身于冰天雪地中作业，仅靠一套棉工装实难抵御刺骨寒风。地身长约10里，6个小时才能犁一个来回。西华黄泛区开荒累计45万亩。从1945年底，一批批从生死边沿上挣扎过来的黄泛区难民，面黄肌瘦，行动乏力，拖儿携女，陆续返乡，根本无法垦荒恢复生产。各复垦分队把已开垦的荒地指认给返乡难民。
  - 一分队初设西华王牌坊，后迁西华邵蛮楼，队长原正印；
  - 第二分队设扶沟练寺，队长时洪义；
  - 第三分队设西华护挡城，队长崔玉华。
- 对灾民发放熟食、衣服、劳动工具。仅西华、扶沟一带就有无衣无食无片瓦的赤贫返乡灾民25.6万余人。到1946年底，灾民们实现了开灶做饭。只要能立灶做饭的灾民，就不再领饭了，而改为发大米、面粉、咸豆粉。
- 为了打通黄泛区与外界的通道，要修通周口至开封、周口至许昌两条公路。联总规定沿途灾民可志愿出工，志愿出工的灾民中午统一在工地吃饭，并按一定的标准每天可领取几斤面粉，实行以工代赈，对工作量没有强行规定。用了8个月时间，沿途灾民修通了周汴、周许两条公路。
- 1946年黄泛区遭毁灭性蝗灾袭扰，遮天蔽日的蝗虫过后，庄稼精光。联总发动全民捕蝗，规定：每捕捉一斤蝗虫，可以换一斤大米。“那时间到处是捕蝗大军，每天捉到的蝗虫堆积起来简直就是一座小山。”

1947年11月25日，联合国善后救济总署撤销，全部物资留给当地。国民政府成立了“行政院黄泛区复兴局”接管原“联总”、“行总”的全部工作，并在豫、皖、苏三省建立了三个分局。河南黄泛区复兴分局局长王式典。原“救济总署”的中方工作人员，根据志愿，或遣散或过渡到复兴分局工作。但此时国民政府在战局上败退，黄泛区基本成了豫皖苏解放区，复兴分局的工作人员仅领了两个月工资，就没了着落。黄泛区的大多数县已建立了民主政权，“扶（扶沟）太（太康）西（西华）民主政府”先后派副县长王熬夫、县府秘书郑献廷等到复兴局开展工作。
1948年9月，中共的豫皖苏行署以复兴分局所属复垦队为基础，在扶沟县练寺建起了豫皖苏行政公署农垦农垦学校，崔玉华任校长。1949年4月，该校迁至开封，更名为河南省农业学校。1949年10月，中央农业部召集黄泛区复兴分局拖拉机驾驶员参加中央农业部主办的农业机械化培训班，80多名学员到中央人民政府农业部机耕学校双桥实习农场报到，参加农业机械理论、维修等培训。培训班结束后，所有学员分赴到全国各农场，成了农业机械化的骨干。
1949年12月，新中国第一次全国农业生产会议上，周恩来总理等中央领导同志听取了河南省农业厅厅长许西连和豫皖苏行政公署农垦学校校长崔玉华两位代表就黄泛区复兴问题所作的大会发发言及书面报告，对黄泛区复兴工作高度重视，立即指示组建高规格的黄泛区复兴委员会，尽最大努力搞好黄泛区的救灾与复兴工作。1950年2月，“中央黄泛区复兴委员会”成立，中央财经委主任、政务院副总理陈云兼任主任，成员有财政部部长薄一波、水利部部长傅作义、内务部部长谢觉哉、农业部部长李书城、卫生部部长李德全等。随后，农业部长李书城亲赴黄泛区了解救灾情况。1950年3月21日，中央黄泛区复兴委员会复兴局在河南省省会开封成立，局长由河南省人民政府主席吴芝圃兼任，副局长是安徽派来的原宿（宿县）蒙（蒙城）怀（怀远）工委书记赵一鸣，河南派来的1933年入党、抗战时期在黄泛区西华县、睢杞太多年武装斗争的路岩岭。1950年3月27日，复兴局机关由开封搬到黄泛区的腹心西华县城黉学庙，下设机耕科、农业科、宣教科、财务科、医疗队等。1950年4月，中央农业部分配给复兴局70多名拖拉机驾驶员，组建机耕大队进行垦荒。1950年复兴局抓了四件大事
- 协调当地政府，组成了几十万人的治河大军，先后疏通了颍河、贾鲁河及双洎河，排除了内涝积水
- 开展防疫卫生工作，防疫治病170多万人次，有效地控制了疾病的蔓延
- 动员和帮助回乡难民开荒1000多万亩，其中机耕40多万亩
- 在扶沟练寺、西华清河驿建起了两个苗圃，在西华西夏亭建了一个农场

1950年12月，赵一鸣、路岩岭受河南省政府主席兼复兴局局长吴芝圃委派，赴北京向黄泛区复兴委员会汇报工作。黄泛区复兴委员会主任陈云向周恩来总理电话报告此事，周恩来总理指示在中南海召开汇报会，五个部部长全部到会。周恩来总理听取汇报后说：“复兴工作完成得很好。唯灾民房子没有建起来。按粮食收成，比许多县还要好些。地可以按户分给农民，三年不要粮。地多人少，农民分不完，黄泛区可以建个大农场。”
1951年1月，在原复兴局的基础上黄泛区农场正式建立，原复兴局副局长路岩岭任场长兼党总支书记。1965年被农垦部命名为全国八大样板农场之一，1979年被评为全国农业学大寨先进单位。黄泛区农场下辖：
1. 丰硕原种场
2. 二分场
3. 三分场
4. 四分场
5. 丰裕示范场
6. 丰润示范场
7. 七分场
8. 丰盛示范场
9. 九分场
10. 丰饶示范场
11. 十一分场
12. 丰源示范场
13. 十三分场
14. 丰登示范场
15. 十五分场
16. 十六分场

## 纪念
1976年北京电影制片厂拍摄反映黄泛区前后历史变迁的电影故事片《大河奔流》，由谢铁骊执导，1978年公映。
2015年5月18日，周口黄泛区农场场史馆建成，该馆也是周口市第六批爱国主义教育示范基地、周口市中小学实物档案教育基地。馆内系统再现了黄泛区70年来的沧桑巨变。

## 外部連結
- 渠長根，《功罪千秋——花園口事件研究》，蘭州大學出版社，2003